# 科茲利夫卡 (皮先卡區)

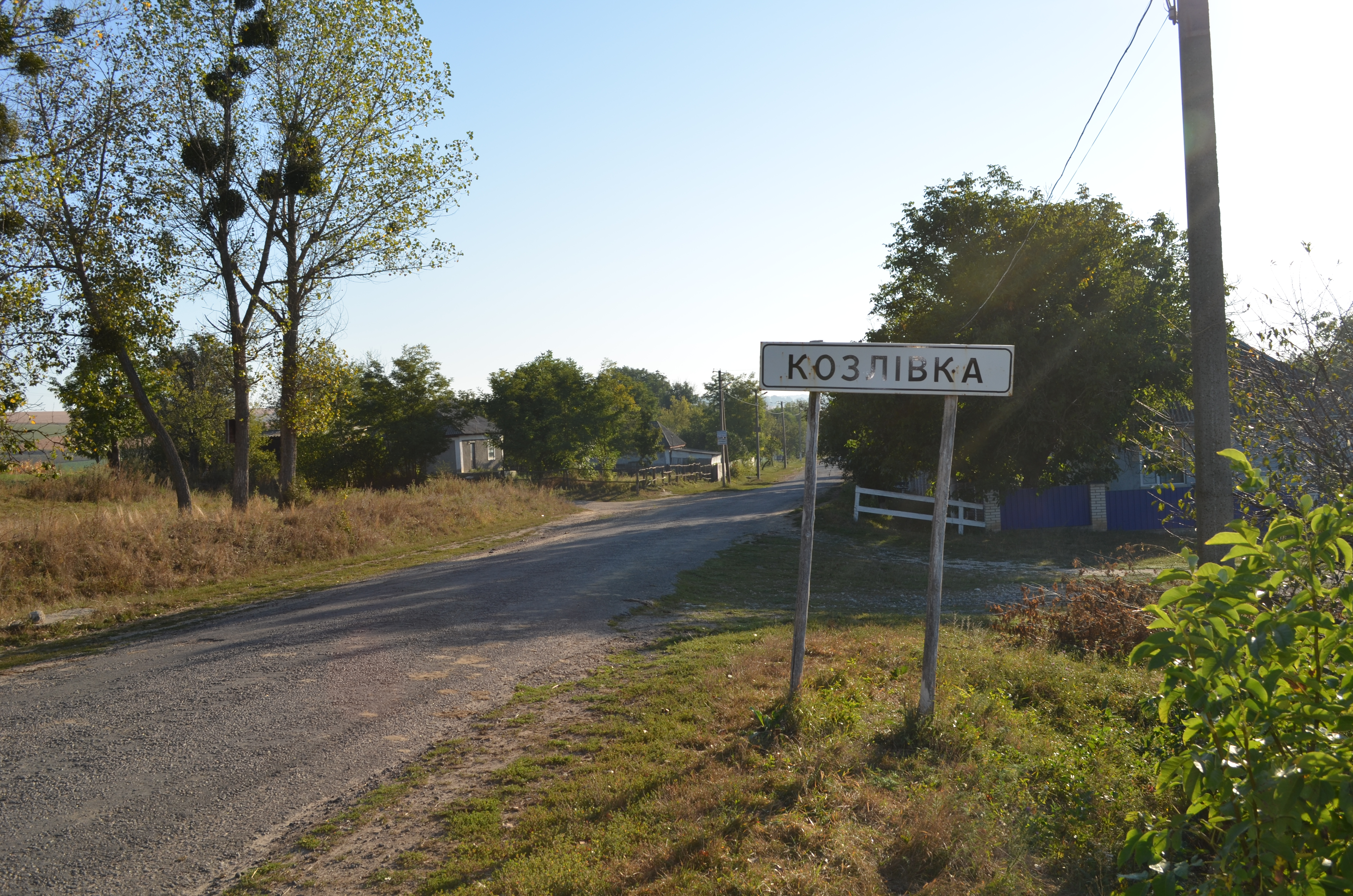

科茲利夫卡（烏克蘭語：Козлівка），是烏克蘭的村落，位於該國西南部文尼察州，由圖利欽區負責管轄，始建於1789年，面積1.23平方公里，海拔高度201米，2001年人口427，人口密度每平方公里346.59人。
48°13′25″N 29°3′27″E / 48.22361°N 29.05750°E